# 若昂 (葡萄牙王室統帥)
若昂（葡萄牙語：João, Condestável de Portugal，1400年1月13日—1442年10月18日），葡萄牙王室統帥，葡萄牙國王若昂一世與蘭開斯特的菲莉琶的第五子。

## 家庭
1424年，若昂與巴塞盧什的伊莎貝爾結婚，兩人共有1子2女：
1. 迪奧戈（英语：Diogo, Constable of Portugal）（1425年—1443年），早逝
2. 伊莎貝爾（1428年—1496年），卡斯提爾王后
3. 碧翠絲（英语：Beatriz of Portugal, Duchess of Viseu）（1430年—1506年），曼紐一世的母親